# 尹日光

尹日光（朝鲜语：／；1993年4月1日—），朝鮮足球運動員，入選過朝鮮國家青年足球隊、朝鮮國家奧運足球隊及朝鮮國家足球隊。現在效力於朝鮮足球聯賽球會自動車體育團。

## 簡歷
他在2013年首次入選朝鮮國家足球隊，並在對卡塔爾國家足球隊的友誼賽中首以揩補身分上陣，於上半場33分鐘換上，到下半場78分鐘換下，其比賽最後以0比0平手。此前，曾經入選朝鮮國家青年足球隊參加2010年亞足聯U19青年錦標賽並奪得冠軍。
另外，他入選了朝鮮國家奧運足球隊參加2013年東亞運動會足球比賽，但沒有上陣，而朝鮮國家奧運足球隊在該屆第一次獲得金牌，同時這場比賽是最後一屆東亞運動會足球比賽，也是最後一次金牌。之後，代表朝鮮參加2013年亞足聯U22錦標賽，在分組賽對敘利亞國家奧運足球隊中負給對方，及後對阿聯國家奧運足球隊中與對方平手，沒能成功晉級半準決賽。後來，代表朝鮮參加2014年亞洲運動會足球比賽，而朝鮮國家奧運足球隊在該屆首次進入四強，在金牌戰加時賽被韓國國家奧運足球隊絕殺，獲得銀牌。2016年再代表朝鮮參加2016年亞足聯U23錦標賽，在分組賽對沙特阿拉伯國家奧運足球隊和泰國國家奧運足球隊中先後打平對方，以得失球差晉級半準決賽，及後在半準決賽對卡塔爾國家奧運足球隊中於加時賽負給對方，沒能成功晉級準決賽。

## 國際賽進球
朝鮮U-23
| # | 日期          | 場地       | 對手         | 進球 | 比數 | 比賽                  |
| - | ------------- | ---------- | ------------ | ---- | ---- | --------------------- |
| 1 | 2016年1月16日 | 卡塔爾多哈 | 沙烏地阿拉伯 | 2–1  | 3–3  | 2016年亞足聯U23錦標賽 |

朝鮮U-20
| # | 日期          | 場地     | 對手   | 進球 | 比數 | 比賽                              |
| - | ------------- | -------- | ------ | ---- | ---- | --------------------------------- |
| 1 | 2009年11月1日 | 中國淄博 | 關島   | 1–0  | 11–1 | 2010年亚洲U19青年足球锦标赛预选赛 |
| 2 | 2009年11月1日 | 中國淄博 | 關島   | 5–1  | 11–1 | 2010年亚洲U19青年足球锦标赛预选赛 |
| 3 | 2009年11月1日 | 中國淄博 | 關島   | 7–1  | 11–1 | 2010年亚洲U19青年足球锦标赛预选赛 |
| 4 | 2009年11月6日 | 中國淄博 | 菲律賓 | 0–8  | 0–8  | 2010年亚洲U19青年足球锦标赛预选赛 |

## 榮譽

### 國家隊
朝鮮U-23
- 東亞運動會足球比賽金牌：2013年；

朝鮮U-20
- 亞足聯U19青年錦標賽冠軍：2010年；

## 連接
- 尹日光在 National-Football-Teams.com 上的出场纪录
- Il-Gwang Yun - Player profile - transfermarkt.co.uk （页面存档备份，存于） （英文）
- YUN Ilgwang Incheon Asian Games （页面存档备份，存于）（英文）